# سرطان الحنجرة
سرطان الحنجرة، هو أحد أنواع الأورام الخبيثة التي قد تنشأ في أي جزء من الحنجرة. وغالباً ما يكون هذا الورم من نوع سرطان الخلايا الحرشفية، وذلك نظراً لانطلاقه من الظهارة المبطنة للحنجرة. تتأثر توقعات سير المرض بشكل كبير بموقع الورم داخل الحنجرة. ومن أجل أغراض تصنيف مراحل المرض، تُقسَّم الحنجرة إلى ثلاث مناطق تشريحية رئيسية:
- المزمار (الحبال الصوتية الحقيقية، بما في ذلك التقاء الحبال الصوتية الأمامي والخلفي)،
- فوق حنجرة (ويشمل لسان المزمار، والغضاريف الطيرية، وثنيات الطية الطيرية اللسانية، والحبال الصوتية الكاذبة)،
- تحت المزمار (المنطقة الواقعة أسفل الحبال الصوتية الحقيقية).

تُعد منطقة المزمار (الحبال الصوتية الحقيقية) الموضع الأكثر شيوعاً لنشوء سرطانات الحنجرة، في حين أن الأورام التي تنشأ في منطقتي فوق المزمار وتحت المزمار أقل حدوثاً.
يمكن أن ينتشر سرطان الحنجرة بعدة طرق، من بينها الامتداد المباشر إلى البنى المجاورة، أو الانتقال إلى العقد اللمفاوية العنقية الإقليمية، أو الانتقال عبر مجرى الدم إلى أعضاء بعيدة. وتُعد الرئة الموقع الأكثر شيوعاً للانتقالات البعيدة لهذا النوع من السرطان.
سُجلت إصابة 177,000 شخص بسرطان الحنجرة حول العالم في عام 2018، وأدى المرض إلى وفاة 94,800 شخص في ذلك العام، مقارنة بـ 76,000 حالة وفاة في عام 1990. وتبلغ نسبة البقاء على قيد الحياة لمدة خمس سنوات في الولايات المتحدة 60.3%.

## الأعراض والعلامات
تعتمد أعراض سرطان الحنجرة على حجم الورم ومكانه. قد تشمل الأعراض ما يلي:
- بحة في الصوت أو تغيرات أخرى في الصوت
- وجود كتلة في الرقبة
- ألم في الحلق أو شعور بوجود شيء عالق في الحلق
- سعال مستمر
- صفير تنفسي— صوت صفير عالي النبرة يشير إلى ضيق أو انسداد في مجرى الهواء
- رائحة فم كريهة
- ألم في الأذن (بسبب الألم المنقول)
- صعوبة في البلع

أما الآثار الجانبية للعلاج فقد تشمل تغيرات في المظهر، وصعوبة في تناول الطعام، وجفاف الفم، أو فقدان الصوت، مما قد يتطلب تعلم طرق بديلة للتحدث.

## عوامل الخطر
أهم عامل خطر للإصابة بسرطان الحنجرة هو تدخين التبغ. فاحتمالية الوفاة بسبب سرطان الحنجرة تزيد بمقدار 20 مرة لدى المدخنين بكثافة مقارنة بغير المدخنين. كما يُعتبر الاستهلاك المنتظم والكثيف للكحول، خصوصًا المشروبات الروحية، عامل خطر كبير أيضًا. ويشكل استخدام الكحول والتبغ معًا عامل خطر مرتفعًا جدًا، حيث يتسبب في 89% من حالات سرطان الحنجرة.
يُعتقد أيضًا أن التعرض المهني لعوامل بيئية مثل غبار الخشب، وأبخرة الطلاء، وبعض المواد الكيميائية المستخدمة في صناعات المعادن والبترول والبلاستيك والنسيج يمثل عامل خطر للإصابة بسرطان الحنجرة. كما تحمل بعض أنواع فيروس الورم الحليمي البشري (HPV) خطرًا للإصابة بسرطان الحنجرة.
الأشخاص الذين لديهم تاريخ مرضي بسرطان الرأس والعنق معروف عنهم أنهم أكثر عرضة (بنسبة حوالي 25%) للإصابة بسرطان جديد منفصل في الرأس أو العنق أو الرئة. ويرجع ذلك على الأرجح إلى التعرض المزمن للتأثيرات المسرطنة للكحول والتبغ. في مثل هذه الحالات، قد يحدث ما يُعرف بتأثير "تسرطن الحقل" (field change)، حيث تبدأ الأنسجة الظهارية في التحول بشكل منتشر إلى حالة غير طبيعية مع انخفاض العتبة للإصابة بالتغيرات الخبيثة. ويمكن تقليل هذا الخطر بالتوقف عن تعاطي الكحول والتبغ.

## التشخيص
يتم تشخيص سرطان الحنجرة بواسطة الطبيب استنادًا إلى التاريخ الطبي، والفحص البدني، والتحقيقات الخاصة التي قد تشمل تصوير الصدر بالأشعة السينية، والتصوير المقطعي المحوسب (CT) أو الرنين المغناطيسي، وأخذ عينة من الأنسجة (خزعة). يتطلب فحص الحنجرة مهارة خاصة قد تستدعي إحالة المريض إلى أخصائي.
يشمل الفحص البدني فحصًا منهجيًا لكامل جسم المريض لتقييم حالته الصحية العامة والبحث عن علامات تدل على وجود حالات مرتبطة أو مرض انتشاري (نقيلي). يتم تحسس الرقبة وحفرة فوق الترقوة للكشف عن تضخم العقد اللمفاوية في الرقبة، أو وجود كتل أخرى، أو حكة في الحنجرة. يُفحص التجويف الفموي والبلعوم الفموي تحت رؤية مباشرة. قد يُجرى فحص الحنجرة باستخدام المنظار غير المباشر عبر مرآة صغيرة مائلة ذات مقبض طويل (مماثلة لمرآة طبيب الأسنان) مع مصدر ضوء قوي. يمكن أن يكون هذا الفحص فعالًا جدًا لكنه يتطلب مهارة وممارسة لتحقيق نتائج متسقة. ولهذا السبب، تستخدم العديد من العيادات المتخصصة الآن التنظير الليفي الأنفي، حيث يُدخل منظار رفيع ومرن عبر الأنف لرؤية واضحة لكامل البلعوم والحنجرة. منظار الأنف هو إجراء سريع وسهل يُجرى في العيادة، وقد يُستخدم بخاخ مخدر موضعي.
في حال الاشتباه بوجود سرطان، تُجرى خزعة عادة تحت التخدير العام، لتوفير دليل نسيجي على نوع السرطان ودرجته. إذا بدا الورم صغيرًا ومحددًا بشكل جيد، قد يقوم الجراح بعملية خزعة استئصالية، حيث يحاول إزالة الورم بالكامل أثناء أخذ العينة الأولى. في هذه الحالة، لا يستطيع الطبيب الشرعي فقط تأكيد التشخيص، بل يمكنه أيضًا تقييم مدى اكتمال الاستئصال، أي ما إذا تمت إزالة الورم بالكامل. غالبًا ما يُجرى فحص منظاري كامل للحنجرة والقصبة الهوائية والمريء في وقت الخزعة.
بالنسبة للأورام الصغيرة في الحنجرة (الغلوطيس)، قد لا تكون هناك حاجة لمزيد من التصوير. في معظم الحالات، يتم استكمال تحديد مرحلة الورم عبر فحص الرأس والعنق لتقييم مدى انتشار الورم محليًا وأي تضخم مرضي في العقد اللمفاوية العنقية.
تعتمد خطة العلاج النهائية على موقع الورم، ومرحلته (حجم الورم، انتشار العقد اللمفاوية، والانتقال البعيد)، والنوع النسيجي. كما يجب أخذ الحالة الصحية العامة ورغبات المريض بعين الاعتبار. وقد أظهر تصنيف متعدد الجينات التنبوئي فائدة محتملة في التمييز بين سرطانات الحنجرة ذات المخاطر المنخفضة والعالية للانتكاس، مما قد يؤثر على اختيار العلاج في المستقبل.

## علم الأوبئة
يبلغ معدل الإصابة بسرطان الحنجرة في الولايات المتحدة خمسة حالات لكل 100,000 شخص (حوالي 12,500 حالة جديدة سنويًا). وقد قدرت الجمعية الأمريكية للسرطان أنه في عام 2006، سيتم تشخيص 9,510 حالات جديدة بين الرجال والنساء (7,700 رجال و1,810 نساء)، فيما من المتوقع أن يموت 3,740 شخصًا بسبب سرطان الحنجرة.
وفقًا لتقديرات منظمة GLOBOCAN لعام 2018 التي تصدرها الوكالة الدولية لأبحاث السرطان، تم تسجيل 177,422 حالة جديدة من سرطان الحنجرة على مستوى العالم في عام 2018، أي ما يعادل 1.0% من إجمالي حالات السرطان عالميًا. ومن بين الوفيات الناتجة عن السرطان عالميًا، كان 94,771 وفاة (1.0%) بسبب سرطان الحنجرة.
في عام 2019، قُدِّر حدوث 12,410 حالة جديدة من سرطان الحنجرة في الولايات المتحدة، بمعدل 3.0 حالات لكل 100,000 نسمة. ويُلاحظ أن عدد الحالات الجديدة ينخفض سنويًا بمعدل 2.4%، ويُعتقد أن هذا الانخفاض مرتبط بانخفاض تدخين السجائر بين عامة السكان.
يُدرج سرطان الحنجرة ضمن قائمة "الأمراض النادرة" وفقًا لمكتب الأمراض النادرة التابع للمعاهد الوطنية للصحة الأمريكية. ويعني هذا أن عدد المصابين بسرطان الحنجرة في الولايات المتحدة أقل من 200,000 شخص.